# 邯郸站
邯郸站，位于中华人民共和国河北省邯郸市邯山区、丛台区交界，是京广铁路、邯长铁路、邯济铁路上的火车站，建于1904年，为中国铁路北京局集团的直属车站。车站主要担负京广、邯长线旅客运输及京广、邯长、邯济线部分货物列车的始发和终到作业，以及车站周围5个方向的运输组织工作。

## 历史

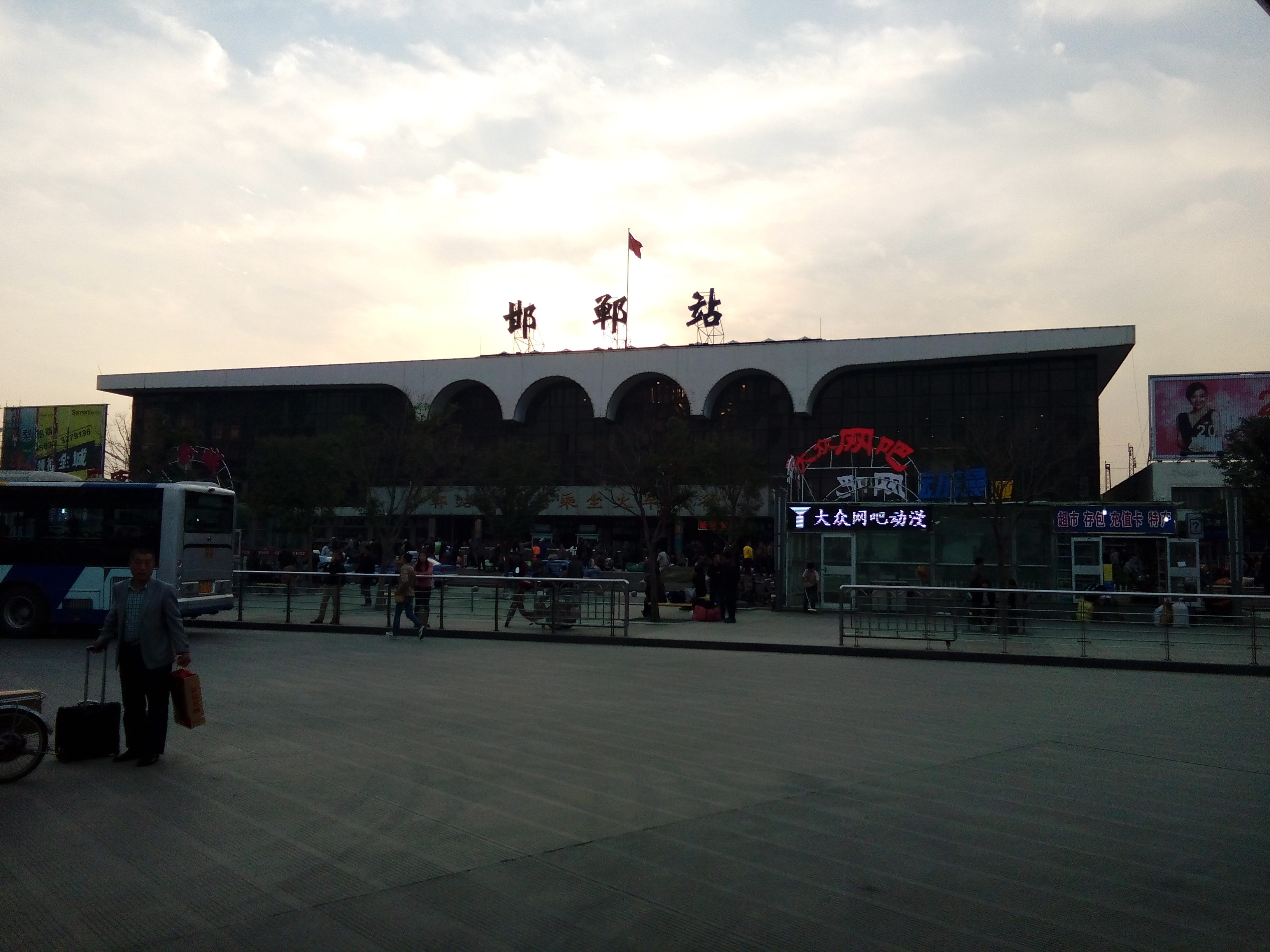
车站站房（2014年）

车站于光绪30年（1904年）农历9月随京汉铁路顺德府至彰德府区间一道投入运营:A2。由于当时邯郸为县，所以车站被称为邯郸县火车站，当时站内设有3.5条股道:310。
1953年，车站股道数目增加至8条，1954年增加至10条，1955年又增加至16.5条。1958年车站及上下行实现复线化，新开通设有7条股道的北场及赵王城站。1978年北场股道数目增加至9.5条:310。
1984年开始，车站进行了大修，重建车站站房:310。
2015年11月9日起，邯郸站改造工程开始实施，工程包括改造和新建站房、1、2、3站台、旅客天桥地道、行包地道及站场等。改造期間，邯鄲站只提供有限度服務，部分原本停靠邯鄲站的列車通過不停車。改造工程原计划于2017年4月30日完工，但新站房直至2018年7月10日晚20时才正式启用，1号站台暂未开放。当天晚上老站房被关闭。2018年8月17日，连接三个站台的地下通道投入使用。

## 车站结构

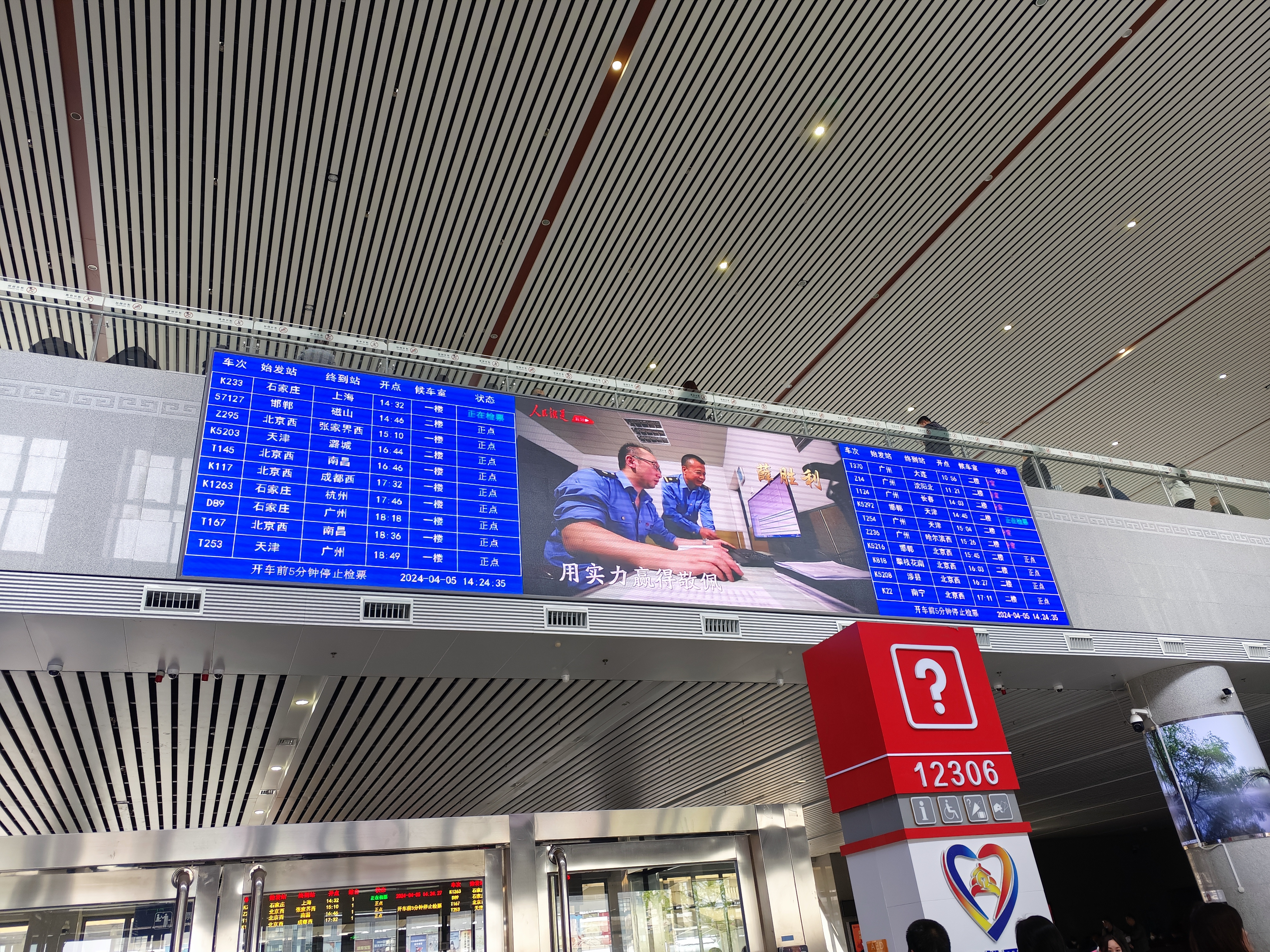
邯郸站站房内部

邯郸站目前使用的站房于2018年启用，面积1.5万平方米。车站候车厅分上下两层，与售票厅连通。

### 站场

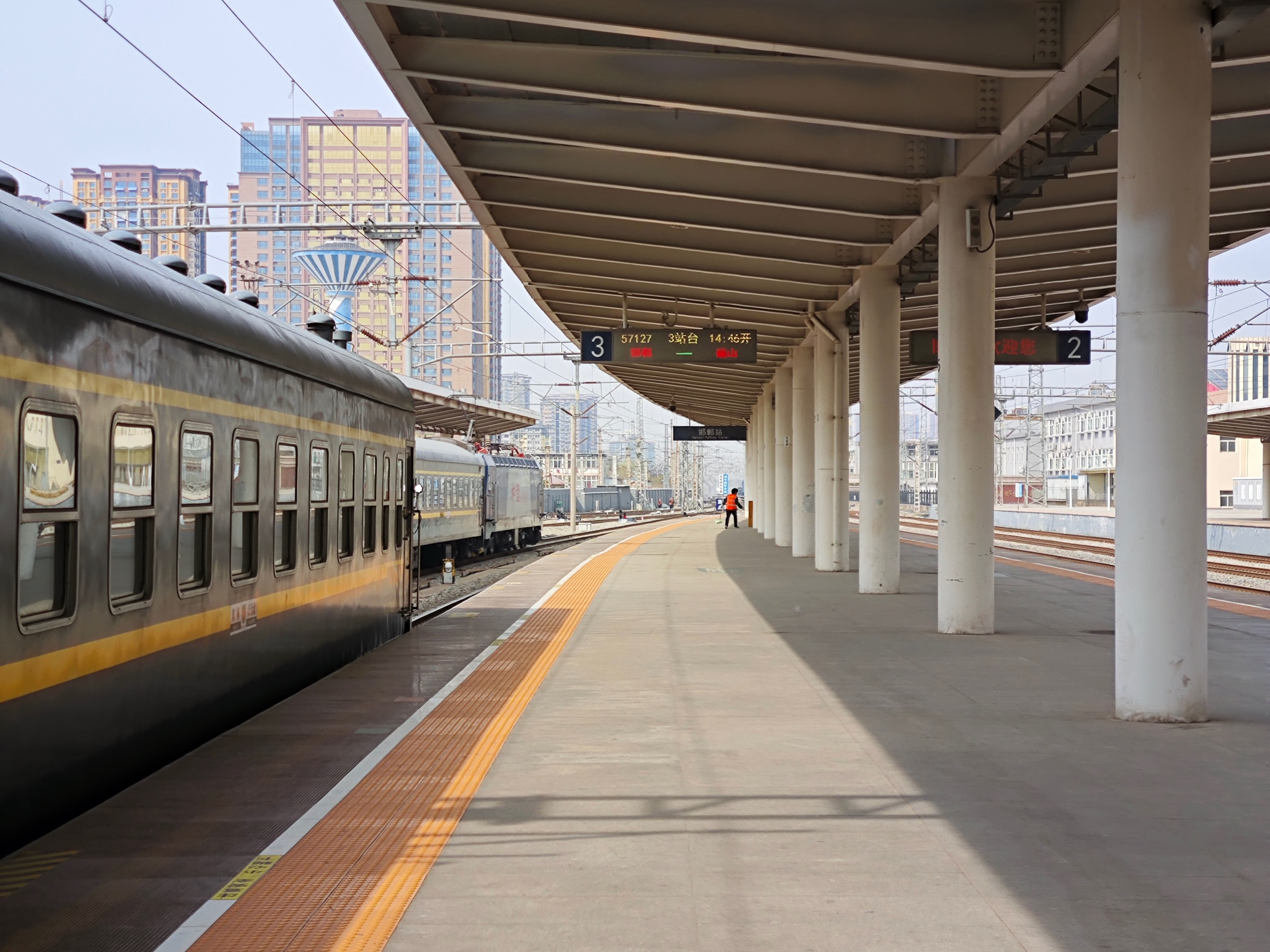
邯郸南场3站台

邯郸站包含邯郸北场（Ⅰ场）、邯郸南场（Ⅱ场）和邯郸西场（赵王城站）。邯郸站南场和北场位于京广铁路上，其中南场有正线2条，旅客到发线5条（3、4、6、8、10道），调车线6条（12、14、16、18、20、22道，其中12、14道在2015年站改后成为货车到发线并被电气化）；南场设有1座基本站台和2座中间站台，均为550米长，宽度分别为11.5米、11.5米和12米；北场位于南场北侧，设有2条正线和3条到发线:310。邯郸站西场位于邯长铁路上，原名赵王城站，设有正线3条，到发线7条。
车站西侧与邯郸钢铁设有邯钢第一交接站、邯钢第二交接站、邯钢第三交接站3个交接站，分别和邯郸站南场和邯郸站西场（第二、第三交接站）交接；车站南场西侧为邯郸机务段，北场东侧则设有邯郸客车整备所，内设整备线3条和存车线2条，另设有车站北货场。

## 下辖车站
邯郸站为北京局集团下辖的直属车站，管辖邯郸南站、马头站、磁县站、讲武城站和柏庄站，沙河市站、临洺关站和黄粱梦站。本站还负责广平站的客运业务。

## 車站周邊
邯郸站原站房前广场设置有赵武灵王胡服骑射的雕塑，后由于2018年7月新站房启用，原站房前广场雕塑被移除。

## 外部連結
- 中国铁路客户服务中心 （页面存档备份，存于）